# دبیرخانه بخش انامادوا
دبیرخانه بخش انامادوا (به لاتین: Anamaduwa Divisional Secretariat) یک منطقهٔ مسکونی در سری‌لانکا است که در استان شمال غربی، سری‌لانکا واقع شده‌است.